# Aglaia tenuicaulis
Aglaia tenuicaulis är en tvåhjärtbladig växtart. Aglaia tenuicaulis ingår i släktet Aglaia och familjen Meliaceae.

## Underarter
Arten delas in i följande underarter:
- A. t. semengohensis
- A. t. tenuicaulis